# Jhonson Napoleon
Jhonson Napoléon, né le 17 juillet 1973 à Port-au-Prince en Haïti, est un entrepreneur haïtien. Il est cofondateur et président-directeur général de l'entreprise de fabrication de boissons gazeuses Kola Choucoune et président de l'institution de formation Azure College,.

## Biographie

### Enfance et famille
Jhonson Napoléon naît le 17 juillet 1973 à Port-au-Prince, en Haïti. Il grandit avec ses quatre frères et sœurs à Plaisance-du-Sud, la ville natale de ses parents,.

### Éducation
Jhonson Napoléon poursuit ses études et obtient une maîtrise ès sciences en technologie de l'information à Barry University.

### Carrière
Il passe deux ans en tant que membre du conseil d'administration de l'Université Lumière. En juin 2006, il fonde Azure College. Puis, en avril 2020, il fonde Kola Choucoune, une entreprise de fabrication de boissons gazeuses,.